# Міліндапаньга
Міліндапаньга (Milinda Pañha) — буддійський текст, створений близько 100 р. до н. е. Входить в розділ Кхуддака-нікая бірманського палійського канону.
Цей неканонічний текст, що містить, проте, величезну кількість посилань на канон — є по суті коментарем до Тапітака, не включеним в тайський і сингальський канон, але друкується разом з канонічними книгами в Бірмі (М'янмі). За винятком першої книги, яка є експозицією до всього тексту, пам'ятник створено у вигляді бесід між індо-грецьким царем Міліндою (Менандр I) і буддійським ченцем Нагасеною. «Міліндапаньга» дійшла у двох версіях — палійській і набагато коротшій китайській, яка відповідає двом першим книгам палійського тексту.
Вперше палійський текст був опублікований в 1880 році В. Тренкнером. В його основу лягли три цейлонських і одне сіамське джерело. У 1890-94 рр. було видано майже повний переклад англійською, а потім О. Шрадером здійснений частковий переклад на німецьку мову. Існує ряд набагато більш пізніх перекладів «Питань Мілінди» на інші європейські мови, а також японською.